# 神護景雲
神護景雲（じんごけいうん、正字体：神󠄀護景雲）は、日本の元号の一つ。天平神護の後、宝亀の前。767年から770年までの期間を指す。この時代の天皇は称徳天皇と光仁天皇。
五つ続いた四文字元号の中で唯一「天平」の2字を冠さないが、一方で前元号から「神護」の2字を引き継いでいる。これが最後の四文字元号となった。

## 改元
- 天平神護3年8月16日（ユリウス暦767年9月13日）- 彩雲の発現を瑞祥として「神護景雲」に改元。
- 神護景雲4年10月1日（ユリウス暦770年10月23日）- 白亀の献上を瑞祥として、また光仁天皇即位による代始につき「宝亀」に改元。

## 神護景雲年間の出来事
- 元年（767年）
  - 陸奥国の伊治城が完成。
- 2年（768年）
  - 筑前国の怡土城が完成。
- 全国から選ばれた善行の者9名を顕彰し租税を終生免除する[注釈 1][1]。
- 3年（769年）
  - 道鏡の排除を命じる宇佐八幡宮の神託を持ち帰った和気清麻呂が称徳天皇の怒りを買い、醜名に改名[注釈 2]のうえ大隅国に配流となる（宇佐八幡宮神託事件）.。
- 4年（770年）
  - 8月4日 - 称徳天皇が崩御。
  - 道鏡が下野国に左遷される。

### 死去
- 4年
  - 8月4日 - 称徳天皇

## 西暦との対照表
※は小の月を示す。
| 神護景雲元年（丁未） | 一月※    | 二月※ | 三月  | 四月※ | 五月  | 六月※ | 七月    | 八月  | 九月※ | 十月  | 十一月 | 十二月※ |          |
| -------------------- | -------- | ----- | ----- | ----- | ----- | ----- | ------- | ----- | ----- | ----- | ------ | ------- | -------- |
| ユリウス暦           | 767/2/4  | 3/5   | 4/3   | 5/3   | 6/1   | 7/1   | 7/30    | 8/29  | 9/28  | 10/27 | 11/26  | 12/26   |          |
| 神護景雲二年（戊申） | 一月     | 二月※ | 三月※ | 四月  | 五月※ | 六月  | 閏六月※ | 七月  | 八月※ | 九月  | 十月   | 十一月  | 十二月※  |
| ユリウス暦           | 768/1/24 | 2/23  | 3/23  | 4/21  | 5/21  | 6/19  | 7/19    | 8/17  | 9/16  | 10/15 | 11/14  | 12/14   | 769/1/13 |
| 神護景雲三年（己酉） | 一月     | 二月※ | 三月※ | 四月  | 五月※ | 六月※ | 七月    | 八月※ | 九月  | 十月  | 十一月 | 十二月  |          |
| ユリウス暦           | 769/2/11 | 3/13  | 4/11  | 5/10  | 6/9   | 7/8   | 8/6     | 9/5   | 10/4  | 11/3  | 12/3   | 770/1/2 |          |
| 神護景雲四年（庚戌） | 一月※    | 二月  | 三月※ | 四月※ | 五月  | 六月※ | 七月※   | 八月  | 九月※ | 十月  | 十一月 | 十二月  |          |
| ユリウス暦           | 770/2/1  | 3/2   | 4/1   | 4/30  | 5/29  | 6/28  | 7/27    | 8/25  | 9/24  | 10/23 | 11/22  | 12/22   |          |